# Małachów (województwo śląskie)
Małachów – wieś w Polsce położona w województwie śląskim, w powiecie zawierciańskim, w gminie Szczekociny.
W latach 1975–1998 miejscowość administracyjnie należała do województwa częstochowskiego.

## Nazwa
Miejscowość była wzmiankowana w formach Małachow (1787), Małochów (1877), Małachów (1921). Jest to nazwa dzierżawcza od nazwy osobowej Małach lub Małoch.